# Ijūin Matsuji

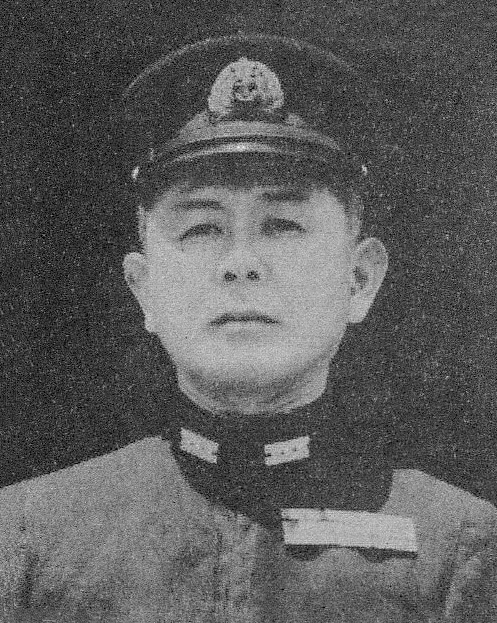
Ijūin Matsuji

Baron Ijūin Matsuji (jap. 伊集院 松治; * 21. April 1893; † 24. Mai 1944) war ein Offizier der Kaiserlich Japaniaschen Marine während des Zweiten Weltkriegs. Er war in mehreren Seeschlachten involviert.

## Lebenslauf
Ijūin Matsuji wurde als Sohn von Ijūin Gorō in Tokio geboren. Sein Vater ebenfalls Marineoffizier, war von Ende 1909 bis April 1914 Chef des Admiralstabs der Marine und wurde 1915 zum Gensui Kaigun Taishō (Großadmiral) befördert.
Ijūin besuchte die Marineakademie, die er 1915 abschloss. Obwohl er sich auf U-Boot-Kriegsführung und Torpedo-Lehre konzentriert hatte, bekam er während der 1920er und Anfang der 1930er Jahre verschiedene Male das Kommando über einen Zerstörer. Dies änderte sich, nachdem er zum Berater von Puyi ernannt wurde, dem Kaiser von Mandschukuo.
Im Jahre 1938 wurde er zum Kapitän befördert und ihm wurden mehrere Zerstörerflotten unterstellt. In den ersten Monaten des Krieges war er noch nicht in Gefechte verwickelt. Im Dezember 1942 wurde ihm das Kommando des Schlachtkreuzers Kongō übergeben. Später, als er das 3. Zerstörer-Schwadron in Rabaul befehligte, führte er die japanischen Truppen in die Kämpfe bei Horaniu und Vella Lavella. Dort konnte er erfolgreich die Besatzungen der Insel entsetzen, obwohl er am 6. und 7. Oktober 1943 von amerikanischen Schiffen unter der Führung von Frank R. Walker attackiert wurde. Als er während der Seeschlacht bei der Kaiserin-Augusta-Bucht am 2. November 1943 die Aufklärung koordinierte, wurde sein Schiff, die Sendai, versenkt. Ijūin wurde aber vom U-Boot RO-104 mit wenigen anderen Überlebenden gerettet. Am 24. Mai 1944 starb er nördlich von Saipan, als das Patrouillenboot Iki, welches ihm als Flaggschiff diente, nach einem Torpedotreffer sank.
Posthum wurde er zum Vizeadmiral befördert.
| Personendaten    | Personendaten                                                  |
| ---------------- | -------------------------------------------------------------- |
| NAME             | Ijūin Matsuji                                                  |
| KURZBESCHREIBUNG | Offizier der japanischen Marine während des Zweiten Weltkriegs |
| GEBURTSDATUM     | 21. April 1893                                                 |
| STERBEDATUM      | 24. Mai 1944                                                   |